# Pedro Corbalán
Pedro de Cobalán (Barcelona España, 1731 - Álamos Sonora, septiembre de 1797) fue un español, gobernador en la Nueva España de las Provincias de Sonora y Sinaloa.  

## En la Nueva España
Pariente del virrey marqués de Croix, vino con éste a Nueva España en 1766. Fue enviado a Sonora al año siguiente con el carácter de subintendente de Hacienda en la Expedición de Sonora que comandó el coronel Elizondo y arribó a Horcasitas el 10 de mayo.  
Ascendió a intendente, se hizo cargo de la Real Caja establecida en Álamos, en julio de 1770 a la vez recibió el gobierno de las Provincias de Sonora y Sinaloa en sustitución de Juan Claudio de Pineda; impulsó obras de riego en El Pitic, expidió un reglamento para el manejo de las oficinas subalternas de Hacienda y entregó el mando político al coronel Sastré en enero de 1772.  
Ocurrió personalmente a aplacar a los pimas de Tecoripa que se habían agitado por la exigencia del pago de diezmos; pretendió imponer el pago de tributos a los indios por orden del visitador Gálvez aplaco al cacique Calixto del Pueblo de Cócorit obligándolo a salir de la región y, con ayuda del padre Aragón restableció la tranquilidad.  
En 1775 hizo viaje a México a terminar la liquidación de las cuentas del tiempo de la Expedición de Sonora que no habían sido finiquitadas; los oficiales de Hacienda le causaron grandes demoras y el 27 de julio de 1776 dispuso el rey que regresara a Sonora a reasumir sus funciones de intendente, dejando apoderado que se encargara de terminar el ajuste de sus cuentas. Nombrado al mismo tiempo gobernador de las Provincias de Sonora y Sinaloa, sin perder el carácter de intendente, con sueldo de seis mil pesos anuales por ambos, en febrero de 1777 le dio posesión al alcalde mayor del Rosario, con autorización del virrey. Cambió la capital de San Miguel de Horcasitas a Arizpe, fomentó el buceo de perlas en la costa del golfo de California; mandó construir iglesias del Pitic, Suaqui Grande y El Charay; levantó la primera estadística de las provincias a su cargo; cedió  una casa propia que tenía en la capital para que se instalaran las Oficinas Superiores de Hacienda y fue nombrado también subdelegado de Postas y Correos. 
Fue partidario de la integración de indios y “gente de razón”. Abogó porque no hubiera restricciones para que los españoles, mestizos y mulatos se avecindaran en los pueblos de indios. Llevó adelante el reparto de tierras en favor de los pobladores que no las tenían y procuró que quedaran claramente delimitadas las que pertenecían a las comunidades indígenas. Su actuación en este sentido mucho contribuyó al debilitamiento del sistema de propiedad comunal existente en los pueblos de indios, pues ocurrió frecuentemente que las tierras otorgadas en propiedad privada, tanto en favor de los pobladores indígenas como de la “gente de razón”, se tomaran de las que anteriormente se habían tenido por tierras de comunidad.
Desempeñó el gobierno hasta octubre de 1787 en que entregó al licenciado Garrido. Se estableció en Álamos y concluyó sus días en septiembre de 1797. Sus descendientes modificaron su apellido y son Corbalá.